# Моррис, Десмонд
Десмонд Джон Моррис (англ. Desmond John Morris; род. 24 января 1928, Пуртон, Уилтшир, Великобритания) — британский зоолог и этолог, а также художник-сюрреалист, телеведущий и популяризатор науки.
Получил широкую известность прежде всего как автор популярной книги «Голая обезьяна» (1967).
Директор Института современного искусства в Лондоне в 1967—1968 годах.

## Биография
Родился в семье Марджори (урождённой Хант) и детского писателя Гарри Морриса. В 1933 году Моррисы переехали в Суиндон. В этот период маленький Десмонд проявляет интерес как к литературе, так и к естествознанию. Важным семейным влиянием является влияние его прадеда, Уильяма Морриса, который основал местную газету, а также был увлеченным викторианским натуралистом. Учится Десмонд в школе-пансионе Дантси в Уилтшире, где его интерес к зоологии усиливается, а сам он в это время постепенно начинает увлекаться современными направлениями в изобразительном искусстве.
В 1946 году Моррис поступил на двухлетнюю службу в сухопутные войска британской национальной армии в качестве рядового. В этот период он становится преподавателем изобразительного искусства в Чизлдонском военном колледже и начинает серьёзно заниматься живописью.
После демобилизации в 1948 году он провёл свою первую персональную выставку собственных картин в Центре искусств Суиндона. Чуть позже поступает на факультет зоологии в Бирмингемский университет.
В 1950 году он провёл выставку сюрреалистического искусства вместе с Жоаном Миро в Лондонской галерее. В последующие годы он провёл множество других выставок. Также в 1950 году Десмонд Моррис написал сценарии и срежиссировал два сюрреалистических фильма: «Цветок времени» и «Бабочка и булавка».
В 1951 году Десмонд выставляет свои картины на Международном фестивале искусств в Бельгии. Осенью этого же года поступает на факультет зоологии в Оксфордский университет, получив диплом с отличием по зоологии в Бирмингемском университете. В Оксфорде он начинает исследования для получения докторской степени по поведению животных, работая под руководством доктора Нико Тинбергена. Его исследования в основном сосредоточены на системах репродуктивной коммуникации.
В 1952 году Десмонд проводит персональную выставку своих картин в Эшмолеанском музее искусства и археологии в Оксфорде. В июле женится на Районе Боулч, выпускнице исторического факультета Оксфордского университета. В этом году в журнале «Behaviour» публикуется его первая научная статья о поведении животных. В течение следующих 15 лет он опубликует ещё 47 научных статей.
В 1954 году он получает степень доктора философии в Оксфордском университете за докторскую диссертацию «Репродуктивное поведение десятипёрого гольяна». Чуть позже Моррис начинает исследования по репродуктивному поведению птиц.
Через несколько лет Десмонд Моррис переезжает в Лондон, где возглавляет отдел телевидения и кинопроизводства в Лондонском зоологическом обществе, где начинает регулярно снимать фильмы и телепрограммы на различные зоологические темы. Здесь же он начинает свой известный исследовательский проект по изучению изобразительных способностей обезьян, что приведёт его к тому, чтобы организовать выставку картин и рисунков шимпанзе в Институте современного искусства в Лондоне.

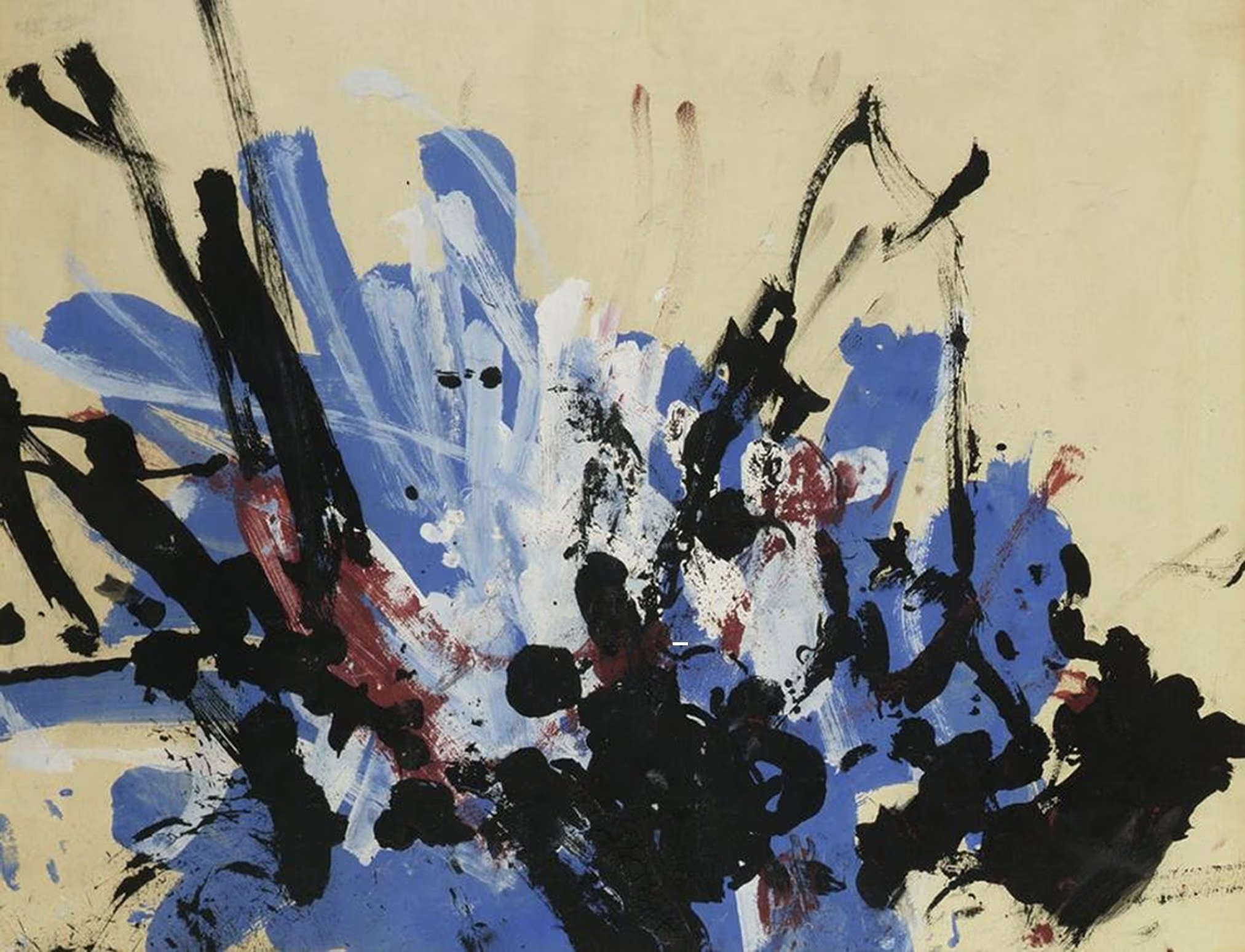
Картина, нарисованная шимпанзе по кличке Конго

Среди книг Морриса — «Голая обезьяна», опубликованная в 1967 году. Книга продавалась достаточно хорошо, чтобы Моррис в 1968 году переехал на Мальту, чтобы написать продолжение книги. В 1973 году он вернулся в Оксфорд, чтобы работать на известного этолога Нико Тинбергена. С 1973 по 1981 год Моррис был научным сотрудником колледжа Вольфсона в Оксфорде. В 1979 году он снял для телеканала Thames TV телесериал «Человеческая раса», за которым в 1982 году последовал «Человек, наблюдающий за Японией», «Шоу животных» в 1986 году, а затем ещё несколько сериалов. В 1994 году Моррис написал и представил BBC документальный фильм «Человек-животное» и сопровождающую книгу.
С 2003 года Десмонд Моррис регулярно совершает кругосветные путешествия, посещая Карибский бассейн, Северную Америку, Южную часть Тихого океана, Австралию, Дальний Восток, Азию, Ближний Восток, Африку и Средиземноморье. Летом 2009 года он посещает Санкт-Петербург и порты Балтийского моря.
«Life stories» в 2015 году взяли у Морриса интервью (C1672/16) для своей коллекции «Наука и религия», хранящейся в Британской библиотеке.
В 2021 году Моррис завершает работу над этогограммой человека (амбициозным проектом, начатым ещё на Мальте в 1970 году, в котором перечислены и проиллюстрированы все известные действия человека — жесты, выражения лица и положения тела. На сегодняшний день работа хранится в его научном архиве в Университете Порту.
Моррис является почётным членом Лондонского Линнеевского общества.